# Фалькенберг (Меркіш-Одерланд)
Фалькенберг (нім. Falkenberg) — громада в Німеччині, розташована в землі Бранденбург. Входить до складу району Меркіш-Одерланд. Складова частина об'єднання громад Фалькенберг-Гее.
Площа — 59,43 км2. Населення становить 2269 ос. (станом на 31 грудня 2020).